# Tachina stackelbergiana
Tachina stackelbergiana är en tvåvingeart som beskrevs av Herting 1993. Tachina stackelbergiana ingår i släktet Tachina och familjen parasitflugor. Inga underarter finns listade i Catalogue of Life.